# Misato Komatsubara
Misato Komatsubara (ur. 28 lipca 1992 w Tokio) – japońska łyżwiarka figurowa, startująca w parach tanecznych z mężem Timothym Koleto. Brązowa medalistka olimpijska z Pekinu (2022, drużynowo), uczestniczka mistrzostw świata, medalistka zawodów z cyklu Challenger Series oraz 4–krotna mistrzyni Japonii (2019–2022).
23 stycznia 2017 Komatsubara wyszła za mąż za swojego partnera sportowego Timothy'ego Koleto w Okayamie.

## Osiągnięcia

### Z Timothym Koleto (Japonia)

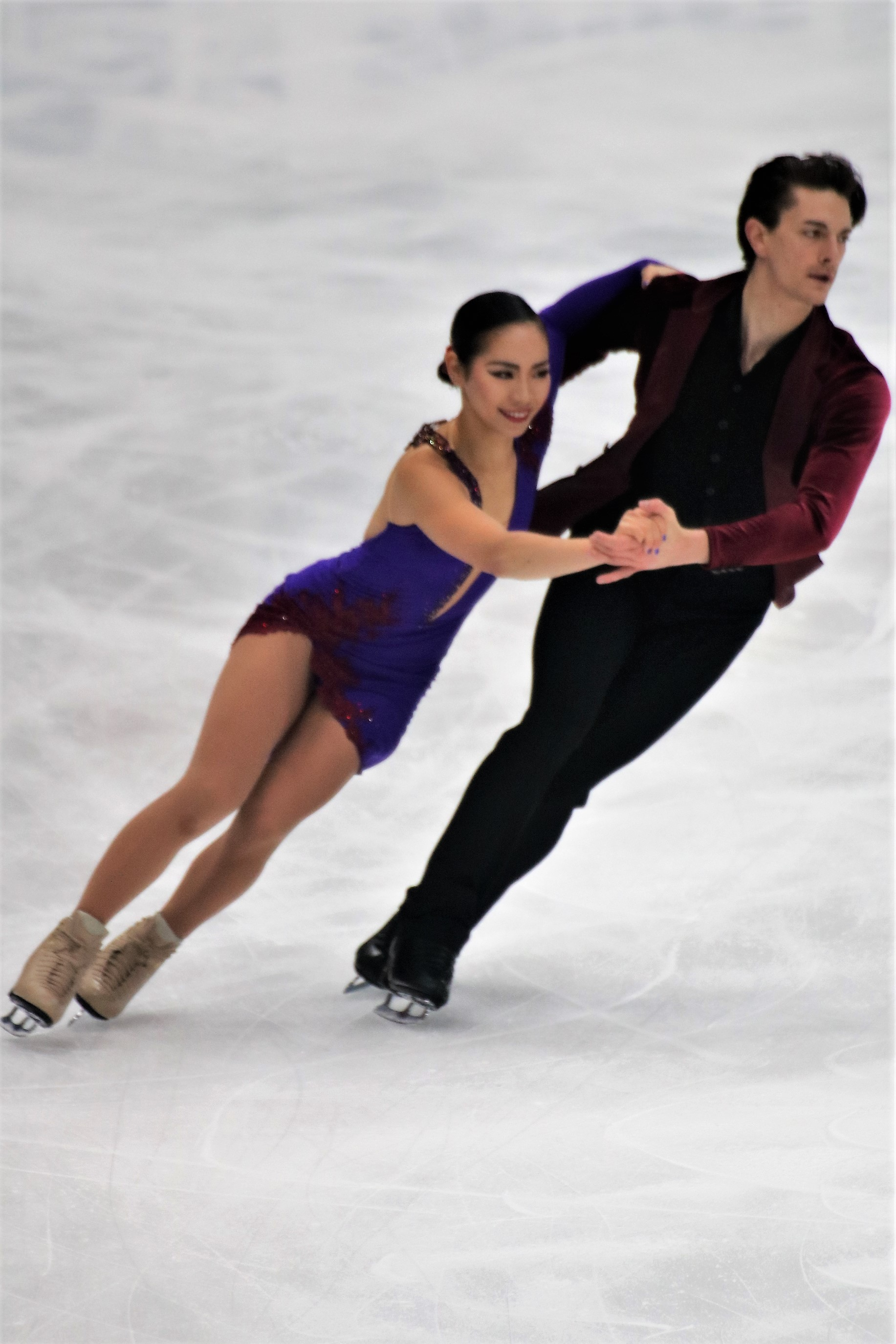
Komatsubara i Koleto na zawodach Rostelecom Cup 2018

| Zawody                           | 16–17          | 17–18          | 18–19          | 19–20          | 20–21          | 21–22          | 22–23          | 23–24          |                |                |                |                |                |                |                |                |                |
| Międzynarodowe                   | Międzynarodowe | Międzynarodowe | Międzynarodowe | Międzynarodowe | Międzynarodowe | Międzynarodowe | Międzynarodowe | Międzynarodowe | Międzynarodowe | Międzynarodowe | Międzynarodowe | Międzynarodowe | Międzynarodowe | Międzynarodowe | Międzynarodowe | Międzynarodowe | Międzynarodowe |
| -------------------------------- | -------------- | -------------- | -------------- | -------------- | -------------- | -------------- | -------------- | -------------- | -------------- | -------------- | -------------- | -------------- | -------------- | -------------- | -------------- | -------------- | -------------- |
| Zimowe igrzyska olimpijskie      |                |                |                |                |                | 22             |                |                |                |                |                |                |                |                |                |                |                |
| Mistrzostwa świata               |                |                | 21             | C              | 19             |                |                | 18             |                |                |                |                |                |                |                |                |                |
| Mistrzostwa czterech kontynentów |                | 10             | 9              | 11             |                |                | 7              | 8              |                |                |                |                |                |                |                |                |                |
| GP Cup of China                  |                |                |                | 10             |                |                |                |                |                |                |                |                |                |                |                |                |                |
| GP NHK Trophy                    |                | 10             | 8              |                | 1              | 7              | 9              | 9              |                |                |                |                |                |                |                |                |                |
| GP Rostelecom Cup                |                |                | 8              |                |                |                |                |                |                |                |                |                |                |                |                |                |                |
| GP Skate America                 |                |                |                |                |                | 6              |                |                |                |                |                |                |                |                |                |                |                |
| GP Skate Canada International    |                |                |                |                |                |                | 7              |                |                |                |                |                |                |                |                |                |                |
| CS Asian Open Trophy             |                |                | 3              | 9              |                |                |                |                |                |                |                |                |                |                |                |                |                |
| CS Autumn Classic International  |                |                |                | WD             |                |                |                |                |                |                |                |                |                |                |                |                |                |
| CS Lombardia Trophy              |                | 8              |                |                |                |                |                |                |                |                |                |                |                |                |                |                |                |
| CS U.S. International Classic    |                |                | 3              |                |                |                |                |                |                |                |                |                |                |                |                |                |                |
| Krajowe                          |                |                |                |                |                |                |                |                |                |                |                |                |                |                |                |                |                |
| Mistrzostwa Japonii              | 3              | 2              | 1              | 1              | 1              | 1              |                |                |                |                |                |                |                |                |                |                |                |
| Zawody drużynowe                 |                |                |                |                |                |                |                |                |                |                |                |                |                |                |                |                |                |
| Zimowe igrzyska olimpijskie      |                |                |                |                |                | 3              |                |                |                |                |                |                |                |                |                |                |                |
| World Team Trophy                |                |                | 2 T 6 P        |                | 3 T 5 P        |                |                |                |                |                |                |                |                |                |                |                |                |

### Z Andreą Fabbri (Włochy)

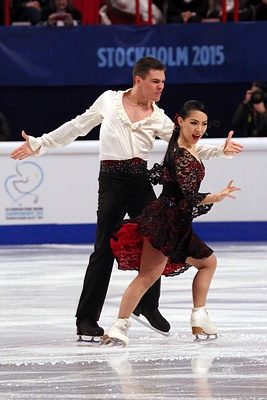
Komatsubara i Fabbri na mistrzostwach Europy 2015 (taniec krótki)

| Zawody                     | 14–15          | 15–16          |                |                |                |                |                |                |                |                |                |                |                |                |                |                |                |
| Międzynarodowe             | Międzynarodowe | Międzynarodowe | Międzynarodowe | Międzynarodowe | Międzynarodowe | Międzynarodowe | Międzynarodowe | Międzynarodowe | Międzynarodowe | Międzynarodowe | Międzynarodowe | Międzynarodowe | Międzynarodowe | Międzynarodowe | Międzynarodowe | Międzynarodowe | Międzynarodowe |
| -------------------------- | -------------- | -------------- | -------------- | -------------- | -------------- | -------------- | -------------- | -------------- | -------------- | -------------- | -------------- | -------------- | -------------- | -------------- | -------------- | -------------- | -------------- |
| Mistrzostwa Europy         | 23             | 21             |                |                |                |                |                |                |                |                |                |                |                |                |                |                |                |
| CS Denkowa-Stawiski Cup    |                | 4              |                |                |                |                |                |                |                |                |                |                |                |                |                |                |                |
| CS Ice Challenge           | 5              | 2              |                |                |                |                |                |                |                |                |                |                |                |                |                |                |                |
| CS Memoriał Ondreja Nepeli | 6              |                |                |                |                |                |                |                |                |                |                |                |                |                |                |                |                |
| Bavarian Open              | 1              |                |                |                |                |                |                |                |                |                |                |                |                |                |                |                |                |
| Lombardia Trophy           |                | 3              |                |                |                |                |                |                |                |                |                |                |                |                |                |                |                |
| Santa Claus Cup            | 3              | 2              |                |                |                |                |                |                |                |                |                |                |                |                |                |                |                |
| Krajowe                    |                |                |                |                |                |                |                |                |                |                |                |                |                |                |                |                |                |
| Mistrzostwa Włoch          | 3              | 3              |                |                |                |                |                |                |                |                |                |                |                |                |                |                |                |

### Z Kaoru Tsuji (Japonia)
| Mistrzostwa Japonii          |   | 4 |
| Mistrzostwa Japonii juniorów | 1 |   |

### Z Kokoro Mizutani (Japonia)
| Zawody                                | 09–10                                 | 10–11                                 |                                       |                                       |                                       |                                       |                                       |                                       |                                       |                                       |                                       |                                       |                                       |                                       |                                       |                                       |                                       |                                       |
| Międzynarodowe: Kategorie młodzieżowe | Międzynarodowe: Kategorie młodzieżowe | Międzynarodowe: Kategorie młodzieżowe | Międzynarodowe: Kategorie młodzieżowe | Międzynarodowe: Kategorie młodzieżowe | Międzynarodowe: Kategorie młodzieżowe | Międzynarodowe: Kategorie młodzieżowe | Międzynarodowe: Kategorie młodzieżowe | Międzynarodowe: Kategorie młodzieżowe | Międzynarodowe: Kategorie młodzieżowe | Międzynarodowe: Kategorie młodzieżowe | Międzynarodowe: Kategorie młodzieżowe | Międzynarodowe: Kategorie młodzieżowe | Międzynarodowe: Kategorie młodzieżowe | Międzynarodowe: Kategorie młodzieżowe | Międzynarodowe: Kategorie młodzieżowe | Międzynarodowe: Kategorie młodzieżowe | Międzynarodowe: Kategorie młodzieżowe | Międzynarodowe: Kategorie młodzieżowe |
| ------------------------------------- | ------------------------------------- | ------------------------------------- | ------------------------------------- | ------------------------------------- | ------------------------------------- | ------------------------------------- | ------------------------------------- | ------------------------------------- | ------------------------------------- | ------------------------------------- | ------------------------------------- | ------------------------------------- | ------------------------------------- | ------------------------------------- | ------------------------------------- | ------------------------------------- | ------------------------------------- | ------------------------------------- |
| Mistrzostwa świata juniorów           |                                       | 14 Q                                  |                                       |                                       |                                       |                                       |                                       |                                       |                                       |                                       |                                       |                                       |                                       |                                       |                                       |                                       |                                       |                                       |
| JGP w Japonii                         |                                       | 11                                    |                                       |                                       |                                       |                                       |                                       |                                       |                                       |                                       |                                       |                                       |                                       |                                       |                                       |                                       |                                       |                                       |
| JGP w Niemczech                       |                                       | 15                                    |                                       |                                       |                                       |                                       |                                       |                                       |                                       |                                       |                                       |                                       |                                       |                                       |                                       |                                       |                                       |                                       |
| Bavarian Open                         |                                       | 5 J                                   |                                       |                                       |                                       |                                       |                                       |                                       |                                       |                                       |                                       |                                       |                                       |                                       |                                       |                                       |                                       |                                       |
| Krajowe                               |                                       |                                       |                                       |                                       |                                       |                                       |                                       |                                       |                                       |                                       |                                       |                                       |                                       |                                       |                                       |                                       |                                       |                                       |
| Mistrzostwa Japonii juniorów          | 1                                     | 1                                     |                                       |                                       |                                       |                                       |                                       |                                       |                                       |                                       |                                       |                                       |                                       |                                       |                                       |                                       |                                       |                                       |

## Programy
Misato Komatsubara / Timothy Koleto
| Sezon   | Taniec rytmiczny (RD) | Taniec dowolny (FD) |
| ------- | --- | --- |
| 2021–22 | - Le Freak – Chic, oryg. Bernard Edwards, Nile Rodgers - What You Won't Do For Love – Bobby Caldwell, Alfons Kettner - You Make Me Feel – James Wirrick, Sylvester choreografia: Ginette Cournoyer, Samuel Chouinard                                                                                         | - Wyznania gejszy medley – John Williams, Yo-Yo Ma, Itzhak Perlman: - Sayuri’s Theme - Going to School - The Chairman’s Waltz - Sayuri’s Theme and End Credits choreografia: Ginette Cournoyer, Samuel Chouinard |
| 2020–21 | - Dreamgirls medley – Henry Krieger, Tom Eyen - Blues: Dreamgirls - Swing: One Night Only – Jennifer Hudson - Disco: I Meant You No Harm / Jimmy’s Rap – Eddie Murphy - Disco: One Night Only (Disco Version) – Anika Noni Rose, Beyoncé, Sharon Leal choreografia: Marie-France Dubreuil, Romain Haguenauer | - Une histoire d'amour – Mireille Mathieu, oryg. Francis Lai - No Title – Hugo Chouinard - Une histoire d'amour – Mireille Mathieu, oryg. Francis Lai choreografia: Marie-France Dubreuil, Romain Haguenauer     |
| 2019–20 | - Dreamgirls medley – Henry Krieger, Tom Eyen - Blues: Dreamgirls - Swing: One Night Only – Jennifer Hudson - Disco: I Meant You No Harm / Jimmy’s Rap – Eddie Murphy - Disco: One Night Only (Disco Version) – Anika Noni Rose, Beyoncé, Sharon Leal choreografia: Marie-France Dubreuil, Romain Haguenauer | - Lord of the Dance – Ronan Hardiman - Cry of the Celts - Suil a Ruin - The Lord of the Dance choreografia: Marie-France Dubreuil, Romain Haguenauer                                                             |